# Syrien i olympiska sommarspelen 1984
Syrien deltog med 9 deltagare vid de olympiska sommarspelen 1984 i Los Angeles.  Totalt vann de en silvermedalj.

## Medaljer

### Silver
- Joseph Atiyeh  - Brottning, fristil, tungvikt.

## Boxning
Herrar
| Boxare              | Viktklass  | Första omgången      | Andra omgången       | Tredje omgången      | Kvartsfinal          | Semifinal            | Final                | Final            |
| Boxare              | Viktklass  | Motståndare Resultat | Motståndare Resultat | Motståndare Resultat | Motståndare Resultat | Motståndare Resultat | Motståndare Resultat | Placering        |
| ------------------- | ---------- | -------------------- | -------------------- | -------------------- | -------------------- | -------------------- | -------------------- | ---------------- |
| Mohamed Ali Aldahan | Weltervikt | BYE                  | Künzler (FRG) L 0-5  | Gick inte vidare     | Gick inte vidare     | Gick inte vidare     | Gick inte vidare     | Gick inte vidare |
| Nassam Ajjoub       | Tungvikt   | Singh (IND) L 0-5    | Gick inte vidare     | Gick inte vidare     | Gick inte vidare     | Gick inte vidare     | Gick inte vidare     | Gick inte vidare |

## Simhopp
| Hoppare           | Gren           | Kval   | Kval      | Final            | Final            |
| Hoppare           | Gren           | Poäng  | Placering | Poäng            | Placering        |
| ----------------- | -------------- | ------ | --------- | ---------------- | ---------------- |
| Alaeddin Soueidan | Herrarnas 10 m | 317,88 | 25        | Gick inte vidare | Gick inte vidare |